# Argentina nos Jogos Pan-Americanos de 1951
A Argentina sediou os primeiros jogos pan-Americanos, em 1951, sagrando-se campeã da competição, com 68 medalhas de ouro contra 44 dos Estados Unidos.

## Medalhistas
| Atleta | Esporte              | Evento                                                 | Medalha |
| --- | -------------------- | ------------------------------------------------------ | ------- |
| Ricardo Bralo | Atletismo            | 5000 metros - masculino                                | Ouro    |
| Sixto Ibáñez | Atletismo            | 50 km marcha atlética - masculino                      | Ouro    |
| Delfo Cabrera | Atletismo            | Maratona - masculino                                   | Ouro    |
| Ricardo Heber | Atletismo            | Lançamento de dardo - masculino                        | Ouro    |
| Emilio Ortiz | Atletismo            | Arremesso de martelo - masculino                       | Ouro    |
| Ingeborg Mello | Atletismo            | Arremesso de peso - feminino                           | Ouro    |
| Ingeborg Mello | Atletismo            | Arremesso de disco - feminino                          | Ouro    |
| Alberto Barenghi | Boxe                 | Peso mosca - masculino                                 | Ouro    |
| Ricardo González | Boxe                 | Peso galo - masculino                                  | Ouro    |
| Francisco Núñez | Boxe                 | Peso pena - masculino                                  | Ouro    |
| Oscar Gallardo | Boxe                 | Peso leve - masculino                                  | Ouro    |
| Oscar Pietta | Boxe                 | Peso meio-médio - masculino                            | Ouro    |
| Ubaldo Pereira | Boxe                 | Peso médio - masculino                                 | Ouro    |
| Rinaldo Ansaloni | Boxe                 | Peso meio-pesado - masculino                           | Ouro    |
| Jorge Vertone | Boxe                 | Peso pesado - masculino                                | Ouro    |
| Antonio Giménez | Ciclismo             | Velocidade - masculino                                 | Ouro    |
| Clodomiro Cortoni | Ciclismo             | 1000m contra o relógio - masculino                     | Ouro    |
| Jorge Vallmitjana | Ciclismo             | Perseguição individual - masculino                     | Ouro    |
| Argentina: Antonio García Oscar Giacché Pedro Salas Rodolfo Caccavo | Ciclismo             | Perseguição por equipes - masculino                    | Ouro    |
| Oscar Muleiro | Ciclismo             | Corrida em estrada individual - masculino              | Ouro    |
| Oscar Giacché | Ciclismo             | Contra o relógio - masculino                           | Ouro    |
| Argentina: Antonio García Humberto Varisco Oscar Muleiro Óscar Pezoa | Ciclismo             | Corrida em estrada por equipes - masculino             | Ouro    |
| Antonio Villamil | Esgrima              | Espada individual - masculino                          | Ouro    |
| Félix Galimi | Esgrima              | Florete individual - masculino                         | Ouro    |
| Argentina: Adolfo Lavalle Antonio Villamil Armando Repetto Floro Díaz Raúl Saucedo Vito Simonetti | Esgrima              | Espada por equipes - masculino                         | Ouro    |
| Elsa Irigoyen | Esgrima              | Florete individual - feminino                          | Ouro    |
| Argentina: Rubén Ambrosi Miguel Baiocco Roberto Comaschi Carlos Cuchero Norberto Cupo Rogelio Domínguez José Giarrizzo José Glini Roberto Infantino Juan Intini Carmelo Longo Alfredo Martínez Juan Carlos Mendiburu Manuel Miranda Jorge Moussegne Eduardo Olivero José Pellejero Arturo Rodenak René Seghini Perfecto Seijo Alejandro Simión Osvaldo Vallone | Futebol              | Equipe - masculino                                     | Ouro    |
| Argentina: César Bonoris Enrique Rapesta Juan Caviglia Jorge Soler Mario Fizbein Ovidio Ferrari Pedro Lonchibucco Roberto Núñez | Ginástica            | Equipe - masculino                                     | Ouro    |
| Pedro Lonchibucco | Ginástica            | Barras paralelas - masculino                           | Ouro    |
| Juan Caviglia | Ginástica            | Solo - masculino                                       | Ouro    |
| Julio César Sagasta | Hipismo              | CCE individual (três dias) - masculino                 | Ouro    |
| Argentina: Fernando Urdapilleta Julio César Sagasta Pedro Mercado | Hipismo              | CCE por equipes (três dias) - masculino                | Ouro    |
| Omar Biebel | Lutas                | Até 62 kg - masculino                                  | Ouro    |
| León Genuth | Lutas                | Até 79 kg - masculino                                  | Ouro    |
| Ulises Martorella | Lutas                | Até 87 kg - masculino                                  | Ouro    |
| Adolfo Ramírez | Lutas                | Mais de 87 kg - masculino                              | Ouro    |
| Héctor Domínguez | Natação              | 200 metros peito - masculino                           | Ouro    |
| Ana María Schultz | Natação              | 200 metros livre - feminino                            | Ouro    |
| Ana María Schultz | Natação              | 400 metros livre - feminino                            | Ouro    |
| Dorotea Turnbull | Natação              | 200 metros peito - feminino                            | Ouro    |
| Argentina: Enrique Alberdi Ernesto Juan Lalor Francisco Reyes Carrere Juan Carlos Alberdi Juan Luis Cavanagh Roberto Cavanagh Tomás Garrahan | Polo                 | Equipe - masculino                                     | Ouro    |
| Argentina: Carlos Passeggi Carlos Visentín Luis Díez Luis Normandín Marcelo Visentín Mario Sebastián Osvaldo Codaro | Polo aquático        | Equipe - masculino                                     | Ouro    |
| Roberto Alfieri | Remo                 | Skiff simples - masculino                              | Ouro    |
| Argentina | Remo                 | Skiff duplo - masculino                                | Ouro    |
| Argentina | Remo                 | Dois sem - masculino                                   | Ouro    |
| Argentina | Remo                 | Dois com - masculino                                   | Ouro    |
| Argentina | Remo                 | Quatro sem - masculino                                 | Ouro    |
| Argentina | Remo                 | Quatro com - masculino                                 | Ouro    |
| Argentina | Remo                 | Oito com - masculino                                   | Ouro    |
| Enrique Morea | Tênis                | Simples - masculino                                    | Ouro    |
| Alejo Russell Enrique Morea | Tênis                | Duplas - masculino                                     | Ouro    |
| María Teran de Weiss | Tênis                | Simples - feminino                                     | Ouro    |
| Felisa Piedrola María Teran de Weiss | Tênis                | Duplas - feminino                                      | Ouro    |
| Pablo Grossi | Tiro esportivo       | Skeet - masculino                                      | Ouro    |
| Pablo Cagnasso | Tiro esportivo       | Carabina militar três posições - masculino             | Ouro    |
| Pablo Cagnasso | Tiro esportivo       | Carabina militar em pé - masculino                     | Ouro    |
| Pablo Cagnasso | Tiro esportivo       | Fuzil 50 m três posições - masculino                   | Ouro    |
| Argentina: Dionisio Fernández Enrique Díaz Ernesto Guillón Oscar Cervo | Tiro esportivo       | Tiro rápido 25 m por equipes - masculino               | Ouro    |
| Argentina: David Schiaffino Fernando Potente Julio Silva Oscar Olmos Rubén Longhi | Tiro esportivo       | Carabina três posições 50 m por equipes - masculino    | Ouro    |
| Argentina: Aroldo Pienovi Fulvio Rocchi Geronimo Cosoli Pablo Grossi | Tiro esportivo       | Skeet por equipes - masculino                          | Ouro    |
| Argentina: David Schiaffino Juan Martino Julio Silva Pablo Cagnasso Pablo Pedotti | Tiro esportivo       | Fuzil 50 m três posições por equipes - masculino       | Ouro    |
| Argentina | Tiro esportivo       | Carabina militar três posições por equipes - masculino | Ouro    |
| Argentina: Cirillo Nassiff Delmo Remy Pedro Postigo Roberto Salvagno Rúben Longhi | Tiro esportivo       | Carabina militar deitado por equipes - masculino       | Ouro    |
| Argentina | Tiro esportivo       | Carabina militar em pé por equipes - masculino         | Ouro    |
| Carlos Vilar Jorge Vilar | Vela                 | Classe Snipe - masculino                               | Ouro    |
| Ricardo Bralo | Atletismo            | 10000 metros - masculino                               | Prata   |
| Estanislao Kocourek | Atletismo            | 110 metros com barreiras - masculino                   | Prata   |
| Luis Turza | Atletismo            | 10000 m marcha atlética - masculino                    | Prata   |
| Reinaldo Gorno | Atletismo            | Maratona - masculino                                   | Prata   |
| Albino Geist | Atletismo            | Salto em distância - masculino                         | Prata   |
| Juan Kahnert | Atletismo            | Arremesso de peso - masculino                          | Prata   |
| Manuel Etchepare | Atletismo            | Arremesso de martelo - masculino                       | Prata   |
| Ingeborg Pfuller | Atletismo            | Arremesso de martelo - feminino                        | Prata   |
| Argentina: Alberto López Hugo del Vecchio Ignacio Poletti Jorge Nuré Juan Uder Leopoldo Contarbio Omar Monza Orlando Peralta Oscar Furlong Pedro Bustos Raúl Pérez Varela Ricardo Primitivo González Roberto Viau Rubén Menini | Basquetebol          | Equipe - masculino                                     | Prata   |
| Carlos Martínez | Ciclismo             | Velocidade - masculino                                 | Prata   |
| Alfredo Hersch | Ciclismo             | Perseguição australiana - masculino                    | Prata   |
| Pedro Salas | Ciclismo             | Perseguição individual - masculino                     | Prata   |
| Óscar Pezoa | Ciclismo             | Corrida em estrada individual - masculino              | Prata   |
| José Rodríguez | Esgrima              | Florete individual - masculino                         | Prata   |
| Argentina: Eduardo Sastre Félix Galimi Fulvio Galimi José Rodríguez Raúl Saucedo Santiago Massini | Esgrima              | Florete por equipes - masculino                        | Prata   |
| Argentina: Albino Agüero Edgardo Pomini Ercole Repetto Fernando Huergo Florencio Watkins José Celesia | Esgrima              | Sabre por equipes - masculino                          | Prata   |
| Irma de Antequeda | Esgrima              | Florete individual - feminino                          | Prata   |
| Juan Caviglia | Ginástica            | Barra fixa - masculino                                 | Prata   |
| Enrique Rapesta | Ginástica            | Barras paralelas - masculino                           | Prata   |
| Argentina: Amabrio S. del Villar Humberto Terzano Justo Iturralde | Hipismo              | Adestramento por equipes - masculino                   | Prata   |
| Fernando Urdapilleta | Hipismo              | CCE individual (três dias) - masculino                 | Prata   |
| Carlos César Delía | Hipismo              | Saltos individual - masculino                          | Prata   |
| Argentina: Argentino Molinuevo Carlos César Delía Carlos Ruchti | Hipismo              | Saltos por equipes - masculino                         | Prata   |
| Ángel Sposato | Levantamento de peso | Até 75 kg (peso médio) - masculino                     | Prata   |
| Osvaldo Forte | Levantamento de peso | Até 82,5 kg (peso meio-pesado) - masculino             | Prata   |
| Manuel Varela | Lutas                | Até 52 kg - masculino                                  | Prata   |
| Adolfo Díaz | Lutas                | Até 57 kg - masculino                                  | Prata   |
| Osvaldo Blasi | Lutas                | Até 67 kg - masculino                                  | Prata   |
| Alberto Longarella | Lutas                | Até 73 kg - masculino                                  | Prata   |
| Pedro Galvao | Natação              | 100 metros costas - masculino                          | Prata   |
| Argentina: César Guardo Orlando Cossani Pedro Galvao | Natação              | 3x100 metros medley - masculino                        | Prata   |
| Beatriz Rohde | Natação              | 200 metros peito - feminino                            | Prata   |
| Argentina: Ana María Schultz Cristina Kujath Eileen Holt Emma Gondona | Natação              | 4x100 metros - feminino                                | Prata   |
| Argentina: Ana María Schultz Aurora Otero Rey Nélida Del Roscio | Natação              | 3x100 metros medley - feminino                         | Prata   |
| Alejo Russell | Tênis                | Simples - masculino                                    | Prata   |
| Felisa Piedrola | Tênis                | Simples - feminino                                     | Prata   |
| Enrique Morea Felisa Piedrola | Tênis                | Duplas mistas - misto                                  | Prata   |
| Enrique Díaz | Tiro esportivo       | Tiro rápido 25 m - masculino                           | Prata   |
| Pedro Postigo | Tiro esportivo       | Carabina deitado 50 m - masculino                      | Prata   |
| Fulvio Rocchi | Tiro esportivo       | Skeet - masculino                                      | Prata   |
| Antonio Ando | Tiro esportivo       | Carabina militar três posições - masculino             | Prata   |
| Antonio Ando | Tiro esportivo       | Carabina militar em pé - masculino                     | Prata   |
| Argentina: Alberto Martijena Ángel Manelli Antonio Cannavo Oscar Bidegain Pablo Cagnasso | Tiro esportivo       | Pistola 50 m por equipes - masculino                   | Prata   |
| Emilio Momps Jorge Brauer | Vela                 | Classe Star - masculino                                | Prata   |
| Ezequiel Bustamente | Atletismo            | 10000 metros - masculino                               | Bronze  |
| Argentina: Adelio Márquez Fernando Lapuente Gerardo Bönnhoff Mariano Acosta | Atletismo            | 4x100 metros - masculino                               | Bronze  |
| Argentina: Eduardo Balducci Guido Veronese Julio Ferreyra Máximo Guerra | Atletismo            | 4x400 metros - masculino                               | Bronze  |
| Pedro Caffa | Atletismo            | 3000 metros com obstáculos - masculino                 | Bronze  |
| Martín Casas | Atletismo            | 10000 m marcha atlética - masculino                    | Bronze  |
| Armando González | Atletismo            | 50 km marcha atlética - masculino                      | Bronze  |
| Bruno Witthaus | Atletismo            | Salto triplo - masculino                               | Bronze  |
| Elvio Porta | Atletismo            | Arremesso de disco - masculino                         | Bronze  |
| Horst Walter | Atletismo            | Lançamento de dardo - masculino                        | Bronze  |
| Lilián Heinz | Atletismo            | Lançamento de dardo - feminino                         | Bronze  |
| Ingeborg Pfuller | Atletismo            | Arremesso de peso - feminino                           | Bronze  |
| Argentina: Ana María Fontán Lilián Heinz Olga Bianchi Teresa Carvajal | Atletismo            | 4x100 metros - feminino                                | Bronze  |
| Jorge Sobrevila | Ciclismo             | 1000m contra o relógio - masculino                     | Bronze  |
| Elvio Giacché | Ciclismo             | Perseguição australiana - masculino                    | Bronze  |
| Humberto Varisco | Ciclismo             | Corrida em estrada individual - masculino              | Bronze  |
| Rodolfo Caccavo | Ciclismo             | Contra o relógio - masculino                           | Bronze  |
| Lilia Rositto | Esgrima              | Florete individual - feminino                          | Bronze  |
| Juan Caviglia | Ginástica            | Individual geral - masculino                           | Bronze  |
| César Bonoris | Ginástica            | Barra fixa - masculino                                 | Bronze  |
| Juan Caviglia | Ginástica            | Barras paralelas - masculino                           | Bronze  |
| Ovidio Ferrari | Ginástica            | Cavalo com alças - masculino                           | Bronze  |
| Ovidio Ferrari | Ginástica            | Salto - masculino                                      | Bronze  |
| Justo Iturralde | Hipismo              | Adestramento individual - masculino                    | Bronze  |
| Hugo d'Atri | Levantamento de peso | Até 67,5 kg (peso leve) - masculino                    | Bronze  |
| Norberto Ferreira | Levantamento de peso | Mais de 82,5 kg (peso pesado) - masculino              | Bronze  |
| Argentina: Carlos Alberto Bonacich César Guardo Jorge Vogt Pedro Galvao | Atletismo            | 4x200 metros - masculino                               | Bronze  |
| Ana María Schultz | Atletismo            | 100 metros livre - feminino                            | Bronze  |
| Eileen Holt | Atletismo            | 200 metros livre - feminino                            | Bronze  |
| Enrique Rettberg | Pentatlo moderno     | Individual - masculino                                 | Bronze  |
| Argentina | Pentatlo moderno     | Equipes - masculino                                    | Bronze  |
| Alejo Russell María Teran de Weiss | Tênis                | Duplas mistas - misto                                  | Bronze  |
| Oscar Cervo | Tiro esportivo       | Tiro rápido 25 m - masculino                           | Bronze  |
| Julio Silva | Tiro esportivo       | Carabina três posições 50 m - masculino                | Bronze  |
| Aroldo Pienovi | Tiro esportivo       | Skeet - masculino                                      | Bronze  |
| Ramón Hagen | Tiro esportivo       | Carabina militar três posições - masculino             | Bronze  |
| Ramón Hagen | Tiro esportivo       | Carabina militar em pé - masculino                     | Bronze  |
| David Schiaffino | Tiro esportivo       | Fuzil 50 m três posições - masculino                   | Bronze  |

| Esporte              | Medalha de ouro | Medalha de prata | Medalha de bronze | Total |
| Atletismo            | 7               | 8                | 12                | 27    |
| Basquete             | 0               | 1                | 0                 | 1     |
| Boxe                 | 8               | 0                | 0                 | 8     |
| Ciclismo             | 7               | 4                | 4                 | 15    |
| Esgrima              | 4               | 4                | 1                 | 9     |
| Futebol              | 1               | 0                | 0                 | 1     |
| Ginástica            | 3               | 2                | 5                 | 10    |
| Hipismo              | 2               | 4                | 1                 | 7     |
| Levantamento de peso | 0               | 2                | 2                 | 4     |
| Lutas                | 4               | 4                | 0                 | 8     |
| Natação              | 4               | 5                | 3                 | 12    |
| Pentatlo moderno     | 0               | 0                | 2                 | 2     |
| Polo                 | 1               | 0                | 0                 | 1     |
| Polo aquático        | 1               | 0                | 0                 | 1     |
| Remo                 | 7               | 0                | 0                 | 7     |
| Tênis                | 4               | 3                | 1                 | 8     |
| Tiro esportivo       | 11              | 6                | 6                 | 23    |
| Vela                 | 1               | 1                | 0                 | 2     |
| Total                | 65              | 44               | 37                | 146   |

## Atletismo[2]

### Masculino
Eventos de pista
| 100 metros                 | Gerardo Bönnhoff      | 11.1 | 1º | 11.3        | 3º          | Não avançou | Não avançou       | Não avançou | Não avançou | Não avançou | Não avançou |
| 100 metros                 | Adelio Márquez        | 11.1 | 1º | NM          | 5º          | Não avançou | Não avançou       | Não avançou | Não avançou | Não avançou | Não avançou |
| 100 metros                 | Enrique Jaime Beckles | 11.3 | 3º | NM          | 5º          | Não avançou | Não avançou       | Não avançou | Não avançou | Não avançou | Não avançou |
| 200 metros                 | Gerardo Bönnhoff      | 22.3 | 2º | 22.1        | 2º          | 21.9        | 4°                |             |             |             |             |
| 200 metros                 | Fernando Lapuente     | 23.7 | 2º | 22.4        | 2º          | NM          | 6°                |             |             |             |             |
| 200 metros                 | Adelio Márquez        | 23.3 | 1º | 23.3        | 3º          | Não avançou | Não avançou       | Não avançou | Não avançou | Não avançou | Não avançou |
| 400 metros                 | Guillermo Evans       | 57.3 | 1º | 50.8        | 5º          | Não avançou | Não avançou       | Não avançou | Não avançou | Não avançou | Não avançou |
| 400 metros                 | Guido Veronese        | 50.2 | 3º | 49.7        | 5º          | Não avançou | Não avançou       | Não avançou | Não avançou | Não avançou | Não avançou |
| 400 metros                 | Máximo Guerra         | 51.6 | 3º | NM          | 6º          | Não avançou | Não avançou       | Não avançou | Não avançou | Não avançou | Não avançou |
| 800 metros                 | Julio Ferreyra Lima   |      |    | 1:57.8      | 2°          | 1:53.6      | 4°                |             |             |             |             |
| 800 metros                 | Eduardo Balducci      |      |    | 1:57.2      | 1º          | NM          | 6°                |             |             |             |             |
| 1500 metros                | Hugo Ponce            |      |    | 4:10.1      | 3º          | Não avançou | Não avançou       | Não avançou | Não avançou | Não avançou | Não avançou |
| 1500 metros                | Luis Seco             |      |    | NM          | 6º          | Não avançou | Não avançou       | Não avançou | Não avançou | Não avançou | Não avançou |
| 1500 metros                | Oscar Gohuarou        |      |    | 4:14.9      | 4º          | 4:04.2      | 5°                |             |             |             |             |
| 5000 metros                | Ricardo Bralo         |      |    |             |             | 14:57.2     | Medalha de ouro   |             |             |             |             |
| 5000 metros                | Gilberto Miori        |      |    |             |             | NM          | 6°                |             |             |             |             |
| 10000 metros               | Ricardo Bralo         |      |    |             |             | 31:09.4     | Medalha de prata  |             |             |             |             |
| 10000 metros               | Ezequiel Bustamante   |      |    |             |             | 32:31.8     | Medalha de bronze |             |             |             |             |
| 10000 metros               | Raúl Ibarra           |      |    |             |             |             | DNF               |             |             |             |             |
| Maratona                   | Delfo Cabrera         |      |    |             |             | 2:35:01     | Medalha de ouro   |             |             |             |             |
| Maratona                   | Reinaldo Gorno        |      |    |             |             | 2:45:00     | Medalha de prata  |             |             |             |             |
| Maratona                   | Luis Lagoa            |      |    |             |             | 2:51:11.2   | 4°                |             |             |             |             |
| Marcha atlética 10000 m    | Luis Turza            |      |    |             |             | 52:27.5     | Medalha de prata  |             |             |             |             |
| Marcha atlética 10000 m    | Martín Casas          |      |    |             |             | 52:59.6     | Medalha de bronze |             |             |             |             |
| Marcha atlética 10000 m    | Aldo Ramírez          |      |    |             |             | 53:37.6     | 4°                |             |             |             |             |
| Marcha atlética 50 km      | Sixto Ibañez          |      |    |             |             | 5:06:07     | Medalha de ouro   |             |             |             |             |
| Marcha atlética 50 km      | Armando González      |      |    |             |             | 5:27:01     | Medalha de bronze |             |             |             |             |
| Marcha atlética 50 km      | Carmelo Caputto       |      |    |             |             | 5:28:39.9   | 4°                |             |             |             |             |
| 110 metros com barreiras   | Estanislao Kocourek   |      |    | 14.5        | 2º          | 14.2        | Medalha de prata  |             |             |             |             |
| 110 metros com barreiras   | Carlos Zorich         |      |    | 16.0        | 4º          | Não avançou | Não avançou       | Não avançou | Não avançou | Não avançou | Não avançou |
| 110 metros com barreiras   | Rubens Díaz Gómez     |      |    | NM          | 5º          | Não avançou | Não avançou       | Não avançou | Não avançou | Não avançou | Não avançou |
| 400 metros com barreiras   | Ernesto Igler         | 55.1 | 3º | Não avançou | Não avançou | Não avançou | Não avançou       | Não avançou | Não avançou | Não avançou | Não avançou |
| 400 metros com barreiras   | Ernesto Rogg          | 56.6 | 4º | Não avançou | Não avançou | Não avançou | Não avançou       | Não avançou | Não avançou | Não avançou | Não avançou |
| 400 metros com barreiras   | Arturo Kuntze         | NM   | 3º | Não avançou | Não avançou | Não avançou | Não avançou       | Não avançou | Não avançou | Não avançou | Não avançou |
| 3000 metros com obstáculos | Pedro Caffa           |      |    |             |             | 9:44.6      | Medalha de bronze |             |             |             |             |
| 3000 metros com obstáculos | Esteban Fekete        |      |    |             |             | 9:51.3      | 4°                |             |             |             |             |

Eventos de campo
| Evento                   | Atletas                                                           | Qualificação | Qualificação | Final     | Final             |
| Evento                   | Atletas                                                           | Resultado    | Posição      | Resultado | Posição           |
| ------------------------ | ----------------------------------------------------------------- | ------------ | ------------ | --------- | ----------------- |
| Salto de altura          | Roberto Méndez Perry                                              |              |              | NM        |                   |
| Salto com vara           | Luis Barja                                                        |              |              | 3.50 m    | 7°                |
| Salto em distância       | Albino Geist                                                      |              |              | 7.09 m    | Medalha de prata  |
| Salto em distância       | Bruno Witthaus                                                    |              |              | 6.90 m    | 5°                |
| Salto triplo             | Bruno Witthaus                                                    |              |              | 14.34 m   | Medalha de bronze |
| Arremesso de peso        | Juan Kahnert                                                      |              |              | 14.97 m   | Medalha de prata  |
| Arremesso de peso        | Julián Llorente                                                   |              |              | 13.55 m   | 4°                |
| Arremesso de peso        | Fernando Ferrero                                                  |              |              | 12.73 m   | 6°                |
| Arremesso de disco       | Elvio Porta                                                       |              |              | 44.93 m   | Medalha de bronze |
| Arremesso de disco       | Emilio Malchiodi                                                  |              |              | 44.16 m   | 5°                |
| Arremesso de disco       | Pedro Ucke                                                        |              |              | 40.14 m   | 9°                |
| Arremesso de martelo     | Emilio Ortiz                                                      |              |              | 48.04 m   | Medalha de ouro   |
| Arremesso de martelo     | Manuel Etchepare                                                  |              |              | 46.12 m   | Medalha de prata  |
| Arremesso de martelo     | Juan Fuse                                                         |              |              | 45.35 m   | 4°                |
| Lançamento de dardo      | Ricardo Heber                                                     |              |              | 68.08 m   | Medalha de ouro   |
| Lançamento de dardo      | Horst Walter                                                      |              |              | 66.33 m   | Medalha de bronze |
| Lançamento de dardo      | Gerardo Mielke                                                    |              |              | 64.94 m   | 4°                |
| Revezamento 4x100 metros | Adelio Márquez Fernando Lapuente Gerardo Bönnhoff Mariano Acosta  | 41.9         | 3°           | 41.8      | Medalha de bronze |
| Revezamento 4x400 metros | Eduardo Balducci Guido Veronese Julio Ferreyra Lima Máximo Guerra |              |              | 3:18.4    | Medalha de bronze |

Eventos combinados
| Decatlo                  | Evento     | Enrique Kistenmacher | Enrique Kistenmacher | Enrique Kistenmacher |
| Decatlo                  | Evento     | Resultados           | Pontos               | Posição              |
| ------------------------ | ---------- | -------------------- | -------------------- | -------------------- |
|                          | 100 metros | 11.6                 | 686                  | 2º                   |
| 400 metros               | n/a        | n/a                  | DNS                  |                      |
| 1500 metros              | n/a        | n/a                  | DNS                  |                      |
| 110 metros com barreiras | n/a        | n/a                  | DNS                  |                      |
| Salto em altura          | n/a        | n/a                  | DNS                  |                      |
| Salto em distância       | n/a        | n/a                  | DNS                  |                      |
| Salto com vara           | n/a        | n/a                  | DNS                  |                      |
| Arremesso de peso        | n/a        | n/a                  | DNS                  |                      |
| Arremesso de disco       | n/a        | n/a                  | DNS                  |                      |
| Arremesso de dardo       | n/a        | n/a                  | DNS                  |                      |
| Final                    |            |                      | n/a                  | DNF                  |

### Feminino
Eventos de pista
| 100 metros              | Lilián Heinz     | 12.9 | 2º | 12.9 | 2º | 12.7        | Medalha de bronze |             |             |             |             |
| 100 metros              | Olga Bianchi     | 13.0 | 3º | 12.9 | 3º | NM          | 5°                |             |             |             |             |
| 100 metros              | Ana María Fontán | 13.1 | 3º | NM   | 6º | Não avançou | Não avançou       | Não avançou | Não avançou | Não avançou | Não avançou |
| 200 metros              | Teresa Carvajal  | 27.1 | 2º | 26.7 | 4º | Não avançou | Não avançou       | Não avançou | Não avançou | Não avançou | Não avançou |
| 200 metros              | Oldemia Bargiela | 27.3 | 2º | 27.1 | 4º | Não avançou | Não avançou       | Não avançou | Não avançou | Não avançou | Não avançou |
| 200 metros              | Cora Pascasio    | 27.4 | 2º | 27.8 | 5º | Não avançou | Não avançou       | Não avançou | Não avançou | Não avançou | Não avançou |
| 80 metros com barreiras | Elisa Kaczmarek  |      |    | 12.2 | 2º | 12.4        | 5°                |             |             |             |             |
| 80 metros com barreiras | Luisa Pfarr      |      |    | 12.6 | 3º | Não avançou | Não avançou       | Não avançou | Não avançou | Não avançou | Não avançou |
| 80 metros com barreiras | Elba Damiani     |      |    | 12.7 | 4º | Não avançou | Não avançou       | Não avançou | Não avançou | Não avançou | Não avançou |

Eventos de campo
| Evento                   | Atletas                                                    | Qualificação | Qualificação | Final     | Final             |
| Evento                   | Atletas                                                    | Resultado    | Posição      | Resultado | Posição           |
| ------------------------ | ---------------------------------------------------------- | ------------ | ------------ | --------- | ----------------- |
| Salto em altura          | Gladys Erbetta Julia Alfisi                                |              |              | 1.45 m    | 4°                |
| Salto em altura          | Luisa García                                               |              |              | 1.40 m    | 7°                |
| Salto em distância       | Olga Bianchi                                               |              |              | 5.12 m    | 4°                |
| Salto em distância       | Lilian Buglia                                              |              |              | 5.08 m    | 5°                |
| Salto em distância       | Elena Hoss                                                 |              |              | 4.99 m    | 7°                |
| Arremesso de peso        | Ingeborg Mello                                             |              |              | 12.45 m   | Medalha de ouro   |
| Arremesso de peso        | Ingeborg Pfuller                                           |              |              | 11.58 m   | Medalha de bronze |
| Arremesso de peso        | Haydée Valet                                               |              |              | 10.06 m   | 8°                |
| Arremesso de disco       | Ingeborg Mello                                             |              |              | 38.55 m   | Medalha de ouro   |
| Arremesso de disco       | Ingeborg Pfuller                                           |              |              | 37.19 m   | Medalha de prata  |
| Arremesso de disco       | Zulema Bonaparte                                           |              |              | 33.52 m   | 5°                |
| Revezamento 4x100 metros | Ana María Fontán Lilián Heinz Olga Bianchi Teresa Carvajal |              |              | 49.8      | Medalha de bronze |

## Basquetebol
| Equipe | Fase classificatória   | Fase final                                                                                          | Pos.             |
| Equipe | Adversário e resultado | Adversário e resultado                                                                              | Pos.             |
| --- | ---------------------- | --------------------------------------------------------------------------------------------------- | ---------------- |
| Alberto López Hugo del Vecchio Ignacio Poletti Jorge Nuré Juan Uder Leopoldo Contarbio Omar Monza Orlando Peralta Oscar Furlong Pedro Bustos Raúl Varela Ricardo González Roberto Viau Rubén Menini | MEX México V 58-45     | BRA Brasil V 58-47 CUB Cuba V 72-56 PAN Panamá V 65-54 CHI Chile V 54-47 USA Estados Unidos D 51-57 | Medalha de prata |

## Boxe
| Atleta           | Evento                  | Preliminares           | Quartas-de-final       | Semifinais             | Final                  | Pos.            |
| Atleta           | Evento                  | Adversário e resultado | Adversário e resultado | Adversário e resultado | Adversário e resultado | Pos.            |
| ---------------- | ----------------------- | ---------------------- | ---------------------- | ---------------------- | ---------------------- | --------------- |
| Alberto Barenghi | Mosca − masculino       | n/a                    | USA Slater V           | MEX Macías V           | CHI Pardo V            | Medalha de ouro |
| Ricardo González | Galo − masculino        | n/a                    | USA Doughty V          | PER Effio V            | VEN Martucci V         | Medalha de ouro |
| Francisco Núñez  | Pena − masculino        | GUA Castellanos V      | BRA Galasso V          | USA Jackson V          | CHI Cárcamo V          | Medalha de ouro |
| Oscar Gallardo   | Leve − masculino        | n/a                    |                        | USA Hunter V           | CHI Araneda V          | Medalha de ouro |
| Oscar Pietta     | Meio-médio − masculino  | n/a                    | VEN Gazcue V           | BRA Dib V              | CUB Hernández V        | Medalha de ouro |
| Ubaldo Pereira   | Médio − masculino       | n/a                    |                        | USA Coles V            | BRA Sacoman V          | Medalha de ouro |
| Rinaldo Ansaloni | Meio-pesado − masculino | n/a                    | PER Vilca V            | CHI Mejías V           | BRA Gratone V          | Medalha de ouro |
| Jorge Vertone    | Pesado − masculino      | n/a                    |                        | USA Lee V              | CHI Bignon V           | Medalha de ouro |

## Polo[3]
| Atletas                 |
| ----------------------- |
| Enrique Alberdi         |
| Ernesto Juan Lalor      |
| Francisco Reyes Carrere |
| Juan Carlos Alberdi     |
| Juan Luis Cavanagh      |
| Roberto Cavanagh        |
| Tomás Garrahan          |

| 3 de março | Argentina | 17 – 4 | Peru | Campo Argentino de Polo, Buenos Aires |
|            |           |        |      |                                       |

| 4 de março | Argentina | 24 – 2 | Colômbia | Campo Argentino de Polo, Buenos Aires |
|            |           |        |          |                                       |

| 7 de março | Argentina | 10 – 5 | México | Campo Argentino de Polo, Buenos Aires |
|            |           |        |        |                                       |

## Polo aquático
| 1 de março | Argentina | 13 – 1 | México |  |

| 3 de março | Argentina | 7 – 0 | Brasil |  |

| 5 de março | Argentina | 10 – 0 | Chile |  |

| 7 de março | Argentina | 9 – 2 | Estados Unidos |  |